# Comuna Nana, Călărași
Nana este o comună în județul Călărași, Muntenia, România, formată numai din satul de reședință cu același nume.

## Așezare
Comuna se află în partea de vest a județului, la izvoarele râului Luica. Este traversată de șoseaua județeană DJ402, care o leagă spre sud de Luica și spre nord de Sărulești și Fundulea (unde are acces la autostrada A2 și se termină în DN3).

## Demografie
Componența etnică a comunei Nana
     Români (73,64%)
     Romi (20,58%)
     Alte etnii (5,78%)
Componența confesională a comunei Nana
     Ortodocși (93,96%)
     Alte religii (0,09%)
     Necunoscută (5,95%)
Conform recensământului efectuat în 2021, populația comunei Nana se ridică la 2.284 de locuitori, în scădere față de recensământul anterior din 2011, când fuseseră înregistrați 2.568 de locuitori. Majoritatea locuitorilor sunt români (73,64%), cu o minoritate de romi (20,58%). Din punct de vedere confesional, majoritatea locuitorilor sunt ortodocși (93,96%), iar pentru 5,95% nu se cunoaște apartenența confesională.

## Politică și administrație
Comuna Nana este administrată de un primar și un consiliu local compus din 11 consilieri. Primarul, Gheorghe Dobre[*], de la Partidul Social Democrat, este în funcție din 2008. Începând cu alegerile locale din 2024, consiliul local are următoarea componență pe partide politice:
|  | Partid                          | Consilieri | Componența Consiliului | Componența Consiliului | Componența Consiliului | Componența Consiliului | Componența Consiliului | Componența Consiliului |
|  | ------------------------------- | ---------- | ---------------------- | ---------------------- | ---------------------- | ---------------------- | ---------------------- | ---------------------- |
|  | Partidul Social Democrat        | 6          |                        |                        |                        |                        |                        |                        |
|  | Alianța Dreapta Unită           | 3          |                        |                        |                        |                        |                        |                        |
|  | Alianța pentru Unirea Românilor | 1          |                        |                        |                        |                        |                        |                        |
|  | Partidul Național Liberal       | 1          |                        |                        |                        |                        |                        |                        |

## Istorie
La sfârșitul secolului al XIX-lea, comuna făcea parte din plasa Negoești a județului Ilfov și avea în unicul ei sat 656 de locuitori ce trăiau în 103 case și 23 de bordeie. În comună funcționa o școală cu 37 de elevi (dintre care 7 fete). Anuarul Socec din 1925 consemnează comuna în plasa Budești a aceluiași județ, având 1916 locuitori în satul Nana și în cătunele Lacu Cocorului, Tejgheaua și Silvestru.
În 1950, comuna a fost transferată raionului Oltenița din regiunea București, iar în 1968 a revenit la județul Ilfov, reînființat. În 1981, o reorganizare administrativă regională a dus la transferarea comunei la județul Călărași.

## Personalități născute aici
- Alexandru Păunescu (1931 - 2003), arheolog, cercetător.

## Vezi și
- Dosarul „Nana”
- Pădurile din Silvostepa Mostiștei (sit de importanță comunitară)